# Kardos László (irodalomtörténész)
Kardos László (Debrecen, 1898. augusztus 17. – Budapest, 1987. február 2.) József Attila- és Kossuth-díjas irodalomtörténész, kritikus, műfordító, az irodalomtudomány kandidátusa (1952) és doktora (1955), a Magyar Tudományos Akadémia levelező (1958), majd rendes (1967) tagja. Irodalomtörténeti munkássága a 20. századi magyar irodalom kutatása terén jelentős, kiemelkedő fontosságúak Tóth Árpáddal kapcsolatos tanulmányai és a költő életművének általa előkészített kritikai kiadása. Műfordítói tevékenysége egyaránt kiterjedt antik és újkori európai szerzők drámai, prózai és lírai műveinek átültetésére. Pándi Pál (1926–1987) irodalomtörténész apja, Kardos Pál (1900–1971) irodalomtörténész, tanár bátyja.

## Életútja
Kardos (Kohn) Lipót só- és lisztkereskedő és Brüll Etelka gyermekeként született. Debrecenben végezte középiskoláit, s felsőfokú tanulmányait is szülővárosa egyetemén kezdte meg. 1918–1919-ben a baloldali szellemiségű debreceni lap, A Hírlap szerkesztőségéhez tartozott, ezért a Tanácsköztársaságot követően átmenetileg kizárták a tanintézményből. Végül tanári és bölcsészdoktori oklevelét 1922-ben szerezte meg. 
1922-től 1944-ig a Debreceni Zsidó Gimnáziumban tanított, ezt követően munkaszolgálatra hurcolták el Orosházára, majd az ukrán frontra. Hazatérését követően, 1945-től a vallás- és közoktatásügyi minisztériumban vállalt tisztséget, előbb tanácsosi, majd titkári minőségben, 1947–1949-ben pedig minisztériumi osztályfőnökként dolgozott. 
1950-ben kinevezést kapott a budapesti egyetemre, ahol 1953-tól a világirodalmi tanszék tanszékvezető egyetemi tanára volt. Ezzel egyidejűleg, rövid fennállása idején irányította az újságírási tanszék munkáját is. 
1958-től haláláig a Krisztinavárosban, az Attila út 45. (Attila utca 5.) szám alatti társasházban lakott. Sírja a Farkasréti temető Urnaházában található (7-es számú urnafülke).

## Munkássága
Irodalomtörténeti kutatásai középpontjában a 20. századi magyar és világirodalom állt, behatóan vizsgálta és elemezte Tóth Árpád, Ady Endre, Kosztolányi Dezső, Karinthy Frigyes, Márai Sándor, Gelléri Andor Endre és mások életművét. Közreműködött több magyar szerző műveinek gyűjteményes kiadásában, nevéhez fűződik az 1964 és 1973 között öt kötetben megjelent, Tóth Árpád összes műveit tartalmazó kritikai kiadás szöveggondozása. 
Szerkesztőként hozzájárult számos világirodalmi, héber, orosz stb. antológia és elbeszélésgyűjtemény megjelentetéséhez, kísérő tanulmányokat írt több külföldi szerző művének magyar nyelvű kiadásához. Foglalkozott irodalom- és verselméleti kérdésekkel is, akadémiai székfoglalói is e tárgykörökben hangzottak el (A rímről, 1959; A világirodalom fogalma és problematikája, 1968).
Műfordítóként antik görög és római auktorok (Szophoklész, Catullus stb.), valamint angol (Shakespeare, Blake, Barrett Browning), amerikai (Poe, Whitman), német (Goethe, Hölderlin, Kleist, Heine, George, Hofmannsthal), francia (Hugo, Zola, Rimbaud, Aragon), orosz (Gribojedov, Puskin, Lermontov, Majakovszkij, Tyihonov, Tvardovszkij), lengyel (Słowacki), szlovák (Hviezdoslav), héber (Bialik), román (Petrescu) és bolgár (Vapcarov) szerzők prózai műveit és verseit ültette át magyarra, ezenkívül foglalkozott a műfordítás elméleti és módszertani kérdéseivel is.
1973-tól szerkesztőbizottsági elnöke volt az Európa Könyvkiadó gondozásában megjelent, A Szovjet Irodalom Könyvtára című sorozatnak. A két világháború között rendszeresen jelentek meg írásai – esszéi és műbírálatai – a Nyugatban, 1959-től 1974-ig a Nagyvilág című irodalmi folyóirat főszerkesztője, 1974-től haláláig szerkesztőbizottsági elnöke volt.

## Társasági tagságai és elismerései
Tudományos eredményei elismeréseként 1958-ban a Magyar Tudományos Akadémia levelező, 1967-ben rendes tagjává választották. 1927 és 1938 között a debreceni székhelyű Ady Társaság főtitkára volt. Éveken át látta el a Tudományos Ismeretterjesztő Társulat, illetve a Magyar–Szovjet Baráti Társaság alelnöki tisztét is.
1938-ban Baumgarten-jutalomban, 1950-ben József Attila-, 1953-ban Kossuth-díjban részesült. 1985-ben az Eötvös Loránd Tudományegyetem díszdoktorává avatták.

## Főbb művei

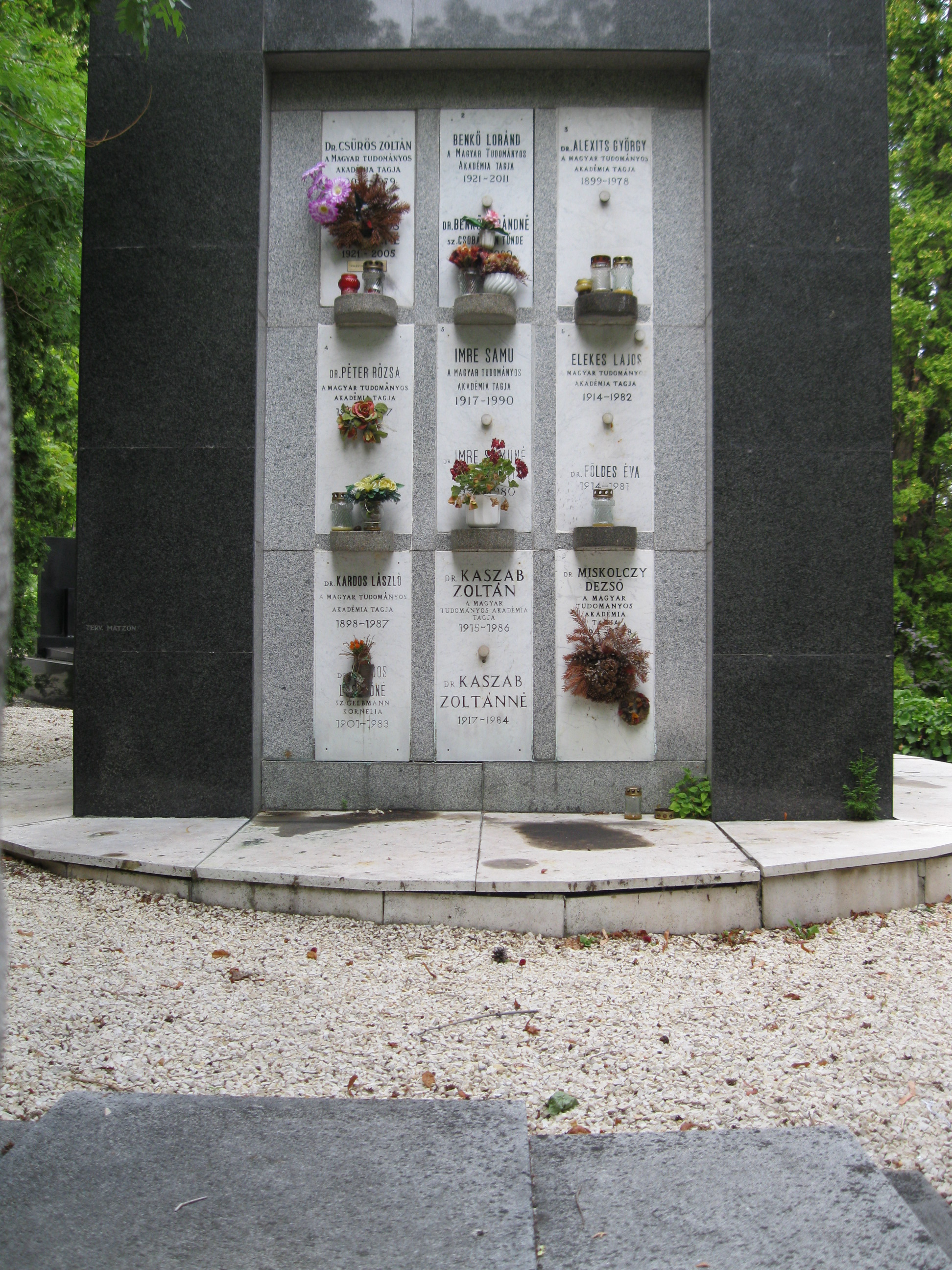
A Farkasréti temető Urnaháza. Itt található Kardos László urnafülkéje is

- A huszonegyéves Ady Endre; Kner, Gyoma, 1922
- Karinthy Frigyes. in: Nyugat 1926. 1. sz.
- Az Ady-Rákosi-vita. Egy irodalmi per aktái 1915-16-ból; bev. Kardos László; Debreceni Zsidó Gimnázium, Debrecen, 1940
- A huszonegy éves Ady Endre. Gyoma, Kner, 1942, 88 p.
- Héber költők antológiája; ford. Kardos László; Magyar Zsidók Pro Palesztina Szövetsége, Budapest, 1943  (Javne könyvek)
- Ady Endre. Budapest, 1946
- Karinthy Frigyes; Anonymus, Budapest, 1947 (Anonymus könyvtár)
- Gorkij. Budapest, 1951
- A Volgától a Dunáig. Szovjet költők a magyarokról; szerk. Kardos László; Új Magyar Könyvkiadó, Budapest, 1951
- A szovjet költészet antológiája; vál. Hidas Antal, Szergej Kirjanov, szerk. Kardos László; Új Magyar Kiadó, Budapest, 1952
- Tóth Árpád. Budapest, Akadémiai, 1955, 455 p.
- Száz vers. Válogatott idegen versek eredeti szövege és magyar fordítása; összeállította: Kardos László; Magvető, Budapest, 1956

- Világirodalom; ELTE, Budapest, 1958
- Művek és mesterek. Budapest, Magvető, 1958, 373 p.
- Vázlatok, esszék, kritikák: Új magyar irodalom. Budapest, Szépirodalmi, 1959, 463 p.
- Szovjet irodalom; szerk., bev. Kardos László, jegyz. Radó György; Gondolat, Budapest, 1959
- Az amerikai irodalom a XX. században; szerk. Kardos László, Sükösd Mihály, bev. Országh László, jegyz. Kretzoi Miklósné; Gondolat, Budapest, 1962
- A műfordítás kérdései. Budapest, Akadémiai, 1965, 30 p.
- Tóth Árpád; 2. átdolg. kiad.; Akadémiai, Budapest, 1965
- Barta János–Kardos László–Nagy Miklós: Bevezetés az irodalomelméletbe és az irodalomtudományba; Tankönyvkiadó, Budapest, 1966
- Bevezetés az irodalomelméletbe és az irodalomtudományba. Budapest, Tankönyvkiadó, 1966, 268 p. (Barta Jánossal és Nagy Miklóssal)
- Közel és távol: Irodalmi tanulmányok. Budapest, Magvető, 1966, 581 p. = Elvek és Utak.
- Író, írás, irodalom. Budapest, Magvető, 1973, 473 p.
- Hármaskönyv: Kísérletek, viták, vallomások. Budapest, Szépirodalmi, 1978, 523 p.
- Harminchárom arc. Budapest, Szépirodalmi, 1983, 499 p. (Tanulmányok, esszék, kritikák)
- Száz kritika. Budapest, Szépirodalmi, 1987, 365 p.

Műfordítás-antológiái
- Kardos László válogatott műfordításai. Budapest, Szépirodalmi, 1953, 432 p.
- Ezer álarc mögül: Válogatott versfordítások. Budapest, Európa, 1959, 469 p.
- A három lovag és az ing: Műfordítások. Budapest, Európa, 1986, 451 p.

Szépirodalmi művei
- A tanár úr notesze: Ifjúsági regény. Budapest, 1947